# Otages coréens en Afghanistan de juillet 2007
L'affaire des otages coréens en Afghanistan concerne l'enlèvement de 23 Sud-Coréens par les talibans le 19 juillet 2007 dans le centre de l'Afghanistan.

## Chronologie
Le 19 juillet 2007, les talibans enlèvent 23 Sud-Coréens, 18 femmes et 5 hommes, tous protestants évangéliques, sur la route reliant Kaboul à Kandahar. Le porte-parole taliban, Qari Yousef Ahmadi, propose d'échanger les Sud-Coréens contre 23 talibans détenus par les autorités afghanes, alors que des troupes afghanes et américaines ont pris position autour du district de Qarabagh, dans la province de Ghazni, lieu probable de détention des otages. Kaboul refuse officiellement l'échange.
Hamid Karzai, président de l'Afghanistan, demande aux talibans de relâcher les 18 femmes en invoquant les « valeurs islamiques et afghanes ». Qari Yousef Ahmadi répond en affirmant que les militaires occidentaux retiennent des femmes dans les bases de Bagram et de Kandahar. Les ravisseurs répartirent les 22 otages en plusieurs groupes, probablement détenus dans trois provinces différentes, afin de compliquer une éventuelle opération de sauvetage.
Le 25 juillet, les talibans abattent Bae Hyng-kyu, chef du groupe de l'Église presbytérienne Saem-mul.
L'envoyé spécial du président sud-coréen Roh Moo-hyun propose de l'argent contre les otages alors que le porte-parole taliban déclare : « Nous demandons au gouvernement de la Corée du Sud, à son Parlement et à son peuple de faire pression sur le gouvernement afghan pour qu'il accepte nos demandes ou nous allons tuer d'autres otages » et renouvelle l'ultimatum.
Le 30 juillet, un deuxième otage, Shim Sung-min, 29 ans, est abattu d'une balle dans la tête.
Le 1er août, Kaboul réclame une prolongation de 48 heures de l'ultimatum pour les otages sud-coréens alors que les talibans déclarent que deux femmes sont « gravement malades », précisant qu'« il y a un risque qu'elles meurent ». Mahmoud Gailani, un des négociateurs du gouvernement afghan, déclare que « les oulémas ont condamné la mort d'un nouvel otage et demandé aux talibans d'arrêter de les tuer ». Des hélicoptères lâchent des tracts libellés ainsi : « Le ministère de la Défense veut lancer une opération militaire dans la région. Afin de garantir votre sécurité et de ne pas être affecté par cette opération, nous vous appelons à quitter les lieux pour des zones plus sûres contrôlées par les forces gouvernementales ». Le chef du district de Qarabagh, Khawaja Siddiqi, a déclaré qu'une opération militaire avait été lancée pour libérer les otages.
Le même jour, en dépit des divergences politiques entre les deux Corées, la Corée du Nord appelle à la libération des otages sud-coréens encore détenus.
Le vendredi 3 août, les talibans refusent la visite d'une équipe médicale afghane pour soigner les otages malades: « On n'a pas besoin de médecins. S'ils sont inquiets pour la santé des otages, ils doivent relâcher deux des nôtres qui sont prisonniers en échange des deux otages qui sont très malades », déclare le porte-parole des talibans.
Le 12 août, les deux Sud-coréennes malades sont confiées à un chef tribal, Haji Zahir qui les remet au Comité international de la Croix-Rouge (CICR).
Le 29 août, après longues négociations entre les représentants des Talibans et ceux du gouvernement sud-coréen à Ghazni, trois groupes d'otages sont relâchés et remis au CICR : le premier composé de 3 femmes, le second, composé de 4 femmes et d'un homme et le dernier de 3 femmes et d'un homme. Ces libérations font suite à l'accord intervenu la veille : la Corée du Sud s'est engagée à retirer ses 200 militaires d'Afghanistan au plus tard à la fin de l'année 2007 (cette décision avait été prise unilatéralement par les coréens avant même que la prise d'otages n'ait lieu) et à ne plus envoyer de missionnaires chrétiens dans le pays. En revanche, les talibans ont abandonné leur exigence de libérations de militants islamistes emprisonnés en Afghanistan, permettant la reprise des négociations.
Le 30 août, les derniers otages sont relâchés en deux groupes distincts.
Le 31 août, Song Min-soon, ministre sud-coréen des Affaires étrangères, remercie la Russie pour son rôle dans la libération des otages en déclarant que « c'est dans le besoin qu'on reconnaît ses vrais amis ». Les Talibans réfutent avoir reçu une rançon comme l'a déclaré anonymement un de leurs chefs à un journaliste.

## Liste des otages
| Nom              | Nom en Hangul | Nom en Hanja | Sexe     | Année de naissance | Statut                                                  |
| ---------------- | ------------- | ------------ | -------- | ------------------ | ------------------------------------------------------- |
| Bae Hyeong-gyu   | 배형규        | 裵亨圭       | masculin | 1965               | tué le 25 juillet 2007                                  |
| Shim Seong-min   | 심성민        | 沈聖珉       | masculin | 1978               | tué le 30 juillet 2007                                  |
| Kim Gyeong-ja    | 김경자        | 金慶子       | féminin  | 1970               | libérée le 13 août 2007                                 |
| Kim Ji-na        | 김지나        | 金智娜       | féminin  | 1975               | libérée le 13 août 2007                                 |
| Yoo Gyeong-shik  | 유경식        | 柳慶植       | masculin | 1952               | libéré le 29 août 2007                                  |
| Ko Sei-hoon      | 고세훈        | 高世勳       | masculin | 1980               | libéré le 29 août 2007                                  |
| Yoo Jeong-hwa    | 유정화        | 柳貞和       | féminin  | 1968               | libérée le 29 août 2007                                 |
| Lee Seon-yeong   | 이선영        | 李善英       | féminin  | 1970               | libérée le 29 août 2007                                 |
| Lee Ji-yeong     | 이지영        | 李智英       | féminin  | 1970               | libérée le 29 août 2007, devait être libérée le 13 août |
| Han Ji-yeong     | 한지영        | 韓智英       | féminin  | 1973               | libérée le 29 août 2007                                 |
| Lee Jeong-ran    | 이정란        | 李貞蘭       | féminin  | 1974               | libérée le 29 août 2007                                 |
| Lim Hyeon-ju     | 임현주        | 林賢珠       | féminin  | 1975               | libérée le 29 août 2007                                 |
| Cha Hye-jin      | 차혜진        | 車惠珍       | féminin  | 1976               | libérée le 29 août 2007                                 |
| An Hye-jin       | 안혜진        | 安惠珍       | féminin  | 1976               | libérée le 29 août 2007                                 |
| Seo Myeong-hwa   | 서명화        | 徐明和       | féminin  | 1978               | libérée le 29 août 2007                                 |
| Lee Ju-yeon      | 이주연        | 李週妍       | féminin  | 1980               | libérée le 29 août 2007                                 |
| Je Chang-hee     | 제창희        | 諸昌熙       | masculin | 1969               | libéré le 30 août 2007                                  |
| Song Byeong-woo  | 송병우        | 宋炳宇       | masculin | 1974               | libéré le 30 août 2007                                  |
| Seo Gyeong-seok  | 서경석        | 徐京石       | masculin | 1980               | libéré le 30 août 2007                                  |
| Kim Yoon-yeong   | 김윤영        | 金允英       | féminin  | 1972               | libérée le 30 août 2007                                 |
| Pak Hye-yeong    | 박혜영        | 樸惠英       | féminin  | 1972               | libérée le 30 août 2007                                 |
| Lee Seong-eun    | 이성은        | 李成恩       | féminin  | 1983               | libérée le 30 août 2007                                 |
| Lee Yeong-gyeong | 이영경        | 李英慶       | féminin  | 1985               | libérée le 30 août 2007                                 |